# Харитонов, Владимир Дмитриевич
Владимир Дмитриевич Харитонов (5 августа 1941, Тотьма, Вологодская область — 28 сентября 2020, Москва) — советский и российский специалист в области технологии производства молочных продуктов, академик РАН (2013).

## Биография
Родился 5 августа 1941 года в г. Тотьме Вологодской области.
В 1963 году окончил Московский технологический институт мясной и молочной промышленности.
С 1963 по 1969 годы — инженер-конструктор (1963—1964), старший инженер (1966—1969) конструкторского отдела Московского объединения молочных предприятий «Молоко».
С 1969 года работал во Всероссийском научно-исследовательском институте молочной промышленности: заведующий отделом процессов и оборудования для сушки молока (1969—1979), заместитель директора по научной работе (1980—1994), директор (1994—2013), с 2013 года — главный научный сотрудник.
Доктор технических наук (1990), профессор (1991).
В 1990 году избран членом-корреспондентом ВАСХНИЛ.
В 1997 году избран академиком РАСХН.
В 2013 году стал академиком Российской академии наук (в рамках присоединения РАМН и РАСХН к РАН).
Скончался 28 сентября 2020 года. Похоронен в Москве на Покровском кладбище (участок 12).

## Научная деятельность
Специалист в области технологии производства молочных продуктов.
Автор более 400 научных трудов, в том числе 31 монография.
Автор 88 авторских свидетельств и патентов на изобретения.
Президент Российского союза предприятий молочной отрасли.

## Награды
- Премия Совета Министров СССР (1987) — за разработку и освоение производства и внедрение комплекса высокоэффективных вибрационных машин
- Премия Правительства Российской Федерации
- Заслуженный деятель науки Российской Федерации (2006)[4]